# Universitatea Nicolaus Copernicus din Toruń
Universitatea Nicolaus Copernicus din Toruń (poloneză Uniwersytet Mikołaja Kopernika w Toruniu) este localizată în orașul Toruń, Polonia. Ea a fost denumită în cinstea lui Nicolaus Copernicus care s-a născut în acest oraș în 1473.

## Facultăți

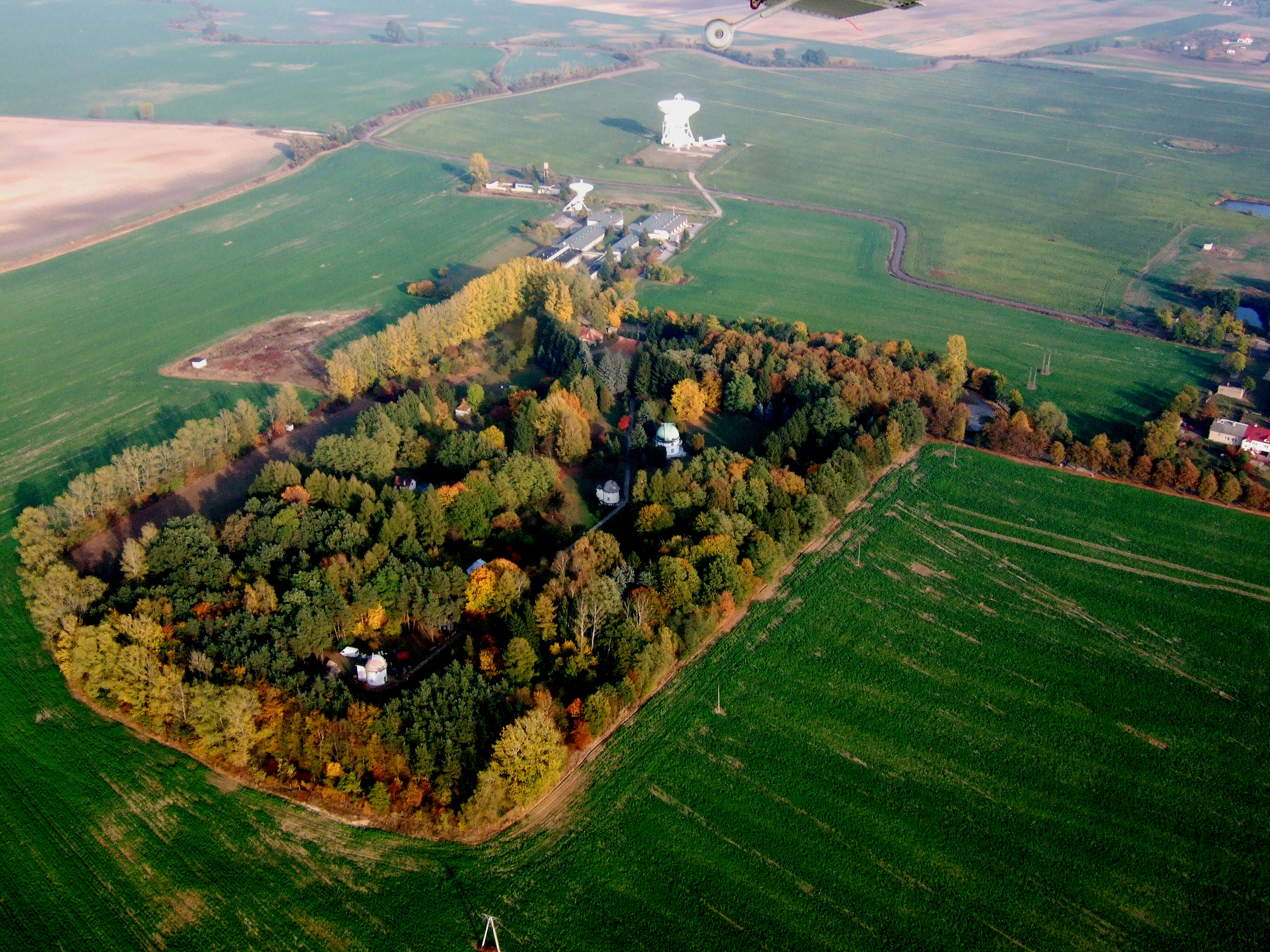
Observatorul Astronomic din Piwnice

- Facultatea de Biologie și Științe Naturale
- Facultatea de Chimie
- Facultatea de Științe Economice și Management
- Facultatea de Științele Educației
- Facultatea de Arte Plastice
- Facultatea de Științele Sănătății
- Facultatea de Istorie
- Facultatea de Umanistică
- Facultatea de Limbi
- Facultatea de Drept și Administrare
- Facultatea de Matematică și Informatică
- Facultatea de Medicină
- Facultatea de Farmaceutică
- Facultatea de Fizică, Astronomie și Informatică

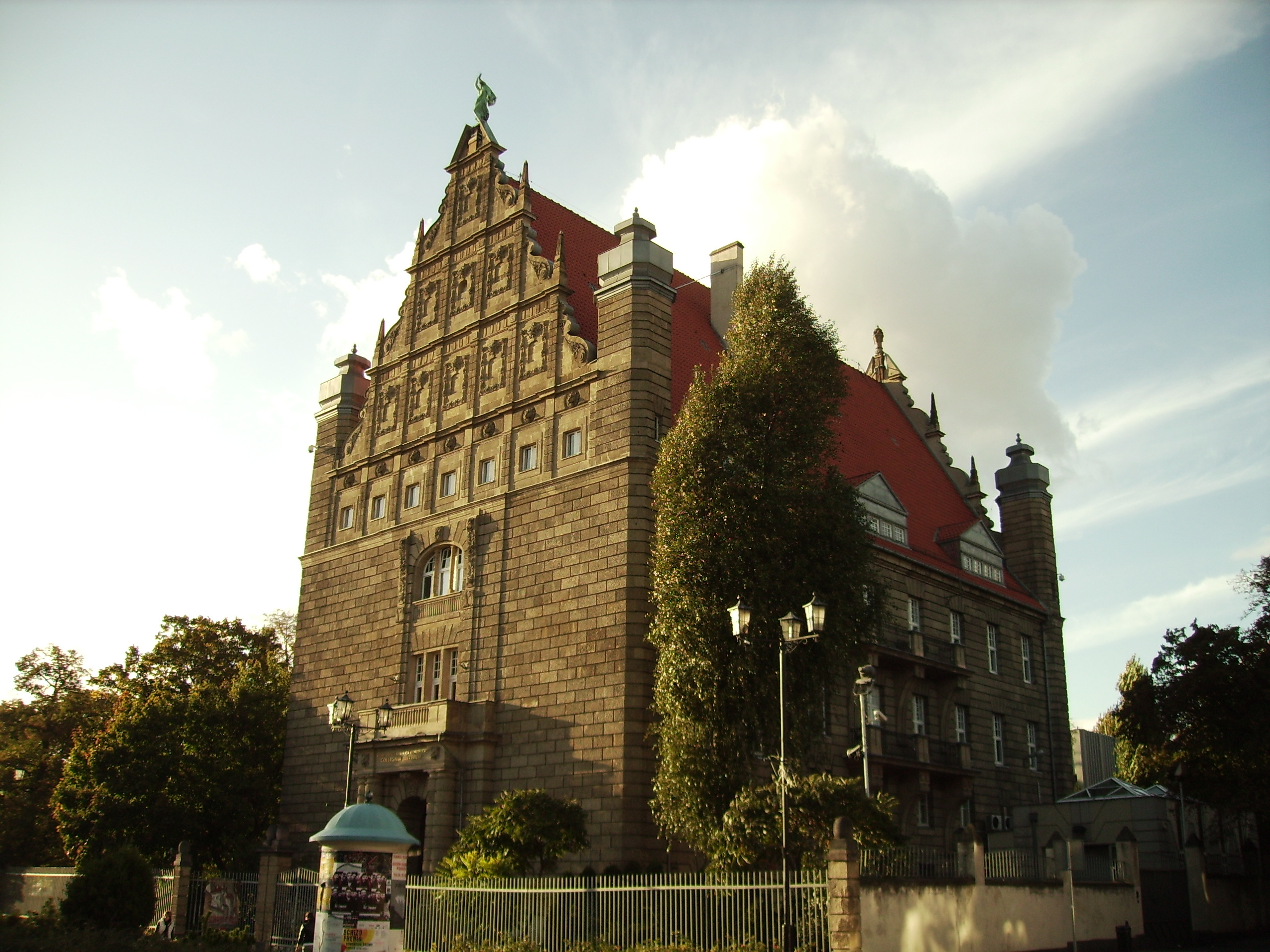
Clădirea Colegiului Maximus este muzeul de colecții al universității

- Facultatea de Teologie

## Personal

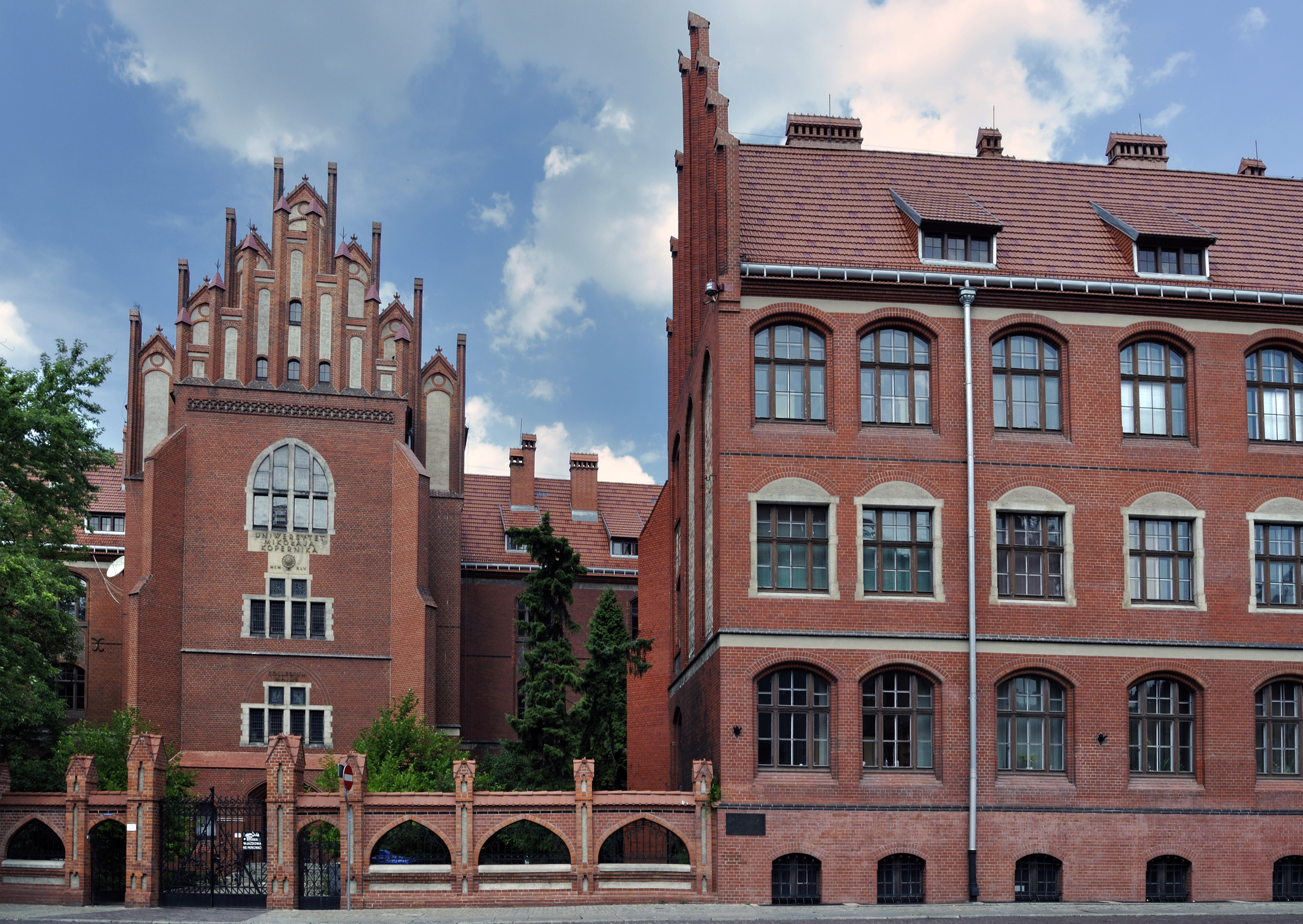
Colegiul Maius al Universităţii Nicolaus Copernicus

| Personal / An           | 2003  | 2004  | 2006  | 2008  | 2009  | 2010  |
| ----------------------- | ----- | ----- | ----- | ----- | ----- | ----- |
| Profesori               | 373   | 475   | 485   | 497   | 474   | 485   |
| Medici                  | 85    | 111   | 107   | 131   | 121   | 123   |
| Lectori superiori       | 576   | 805   | 852   | 964   | 995   | 1.027 |
| Cadre didactice (total) | 1.427 | 2.009 | 2.077 | 2.244 | 2.203 | 2.221 |
| Alt personal            | 1.663 | 2.102 | 2.059 | 2.180 | 2.149 | 2.119 |
| Personal total          | 3.090 | 4.111 | 4.136 | 4.424 | 4.352 | 4.340 |

## Studenți

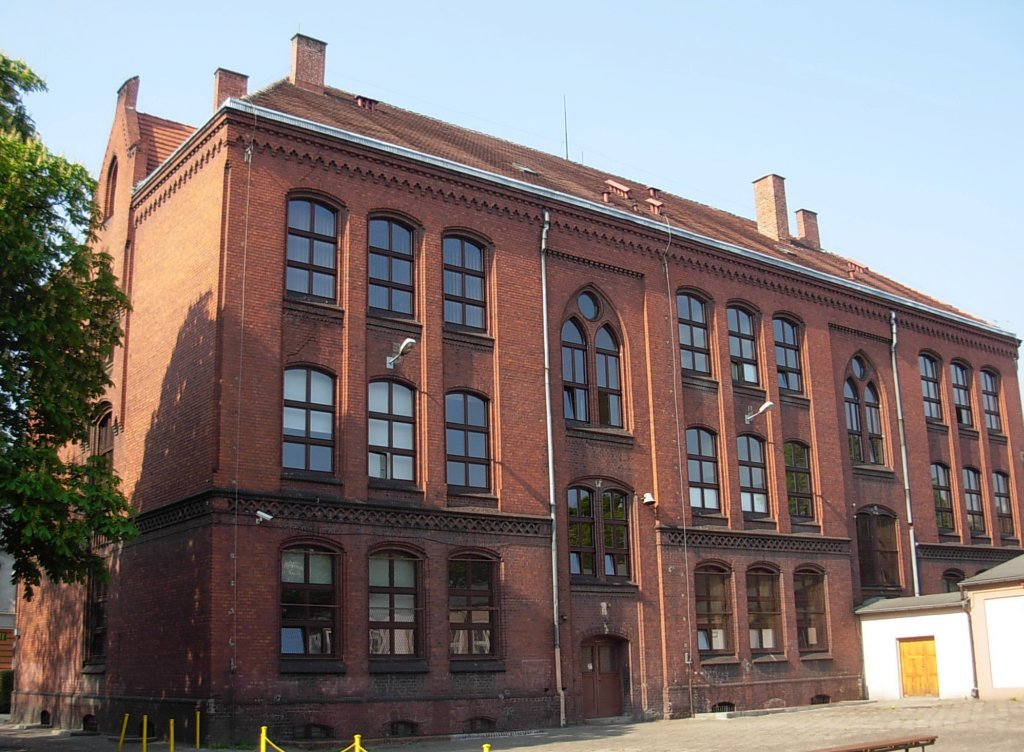
O parte din Colegiul Medical al Universităţii care se află în vecinătate cu Bydgoszcz.

| Studenți / An                               | 2003   | 2004   | 2006   | 2008   | 2009   | 2010   |
| ------------------------------------------- | ------ | ------ | ------ | ------ | ------ | ------ |
| Studenții care frecventează în fiecare zi   | 17.455 | 20.622 | 20.688 | 20.575 | 21.575 | 22.725 |
| Studenți care frecventează din când în când | 14.501 | 16.680 | 17.178 | 10.641 | 9.247  | 8.110  |
| Studenții cu studii postuniversitare        | 3.889  | 4.526  | 2.673  | 2.487  | 2.517  | 2.275  |
| Total                                       | 35.845 | 41.828 | 40.539 | 33.703 | 33.339 | 33.110 |

## Absolvenți notabili
- Zbigniew Herbert, (1924-1998), poet
- Maciej Konacki, (1972-), astronom
- Zbigniew Nowek, (1959-), fostul șef a Agenției Poloneze de Informații
- Andrzej Person, (1951-), senator și jurnalist sportiv remarcat
- Aleksander Wolszczan, (1946-), astronom
- Tomasz Zaboklicki, (1958-), CEO din PESA SA